# Liste des baillis de Jersey
 (novembre 2023).
Si vous disposez d'ouvrages ou d'articles de référence ou si vous connaissez des sites web de qualité traitant du thème abordé ici, merci de compléter l'article en donnant les références utiles à sa vérifiabilité et en les liant à la section « Notes et références ».
Voici la liste des baillis de Jersey.
En 1290, un bailli différent a été nommé pour Guernesey et pour Jersey.
On peut seulement établir une liste fiable, à partir de la nomination de Philippe L’Evesque en 1277, malgré cela quelques-uns peuvent être datés à partir de 1204.

## XIIIesiècle
- Pierre de Préaux 1204 (dénommé Ballivus (bailli) mais sans les prérogatives des futurs baillis de l'île) La véritable fonction de bailli commence avec Drouet de Barentin.
- Harcoul de Subligny 1206 - 1212
- Philippe d'Aubigny 1212 -
- Drouet de Barentin 1258
- Jean de Carteret (1re fois) 1272
- Arnauld Jean (ou Arnold Johannis de Contivo) 1274
- Philippe Levesque (1re fois) 1277 - 1289
- Pierre de Arcis (ou Pierre d'Arcis ou Pierre Darcy) 1290 - 1294
- Jean de Carteret (2e fois) 1294 - 1298
- Nicolas Hastein 1298
- Raoul Gautier 1299
- Philippe Levesque (2e fois) 1299

## XIVesiècle
- Jean de Carteret (3e fois) 1302
- Philippe Levesque (3e fois) 1309  (de 1309 à
- Nicolas Hastein (2e fois) 1315
- Henri de St. Martin 1318
- Guillaume Longynnour c.1324
- Herny de St.Martin 13.. - 13..
- Geoffrey de-la-Hougue 1329
- Pierre Hugon (ou Ugoun ou Ygon) 1329
- Lucas de Espyard 13.. - 13..
- Pierre de la Haye 13.. - 13..
- Philippe de Vincheleis (1re fois) 13.. - 13..
- Guillaume Dyrvaud  13.. - 13..
- Guillaume Brasdefer 1331
- Raoul Tourgis - 1332
- Philippe de Vincheleis (2e fois) 13.. - 13..
- Matthieu Le Loreour 13.. - 13..
- Pierre de la Haye 13.. - 13..
- Guillaume Brasdefer 13.. - 13..
- Guille Hastein (1re fois) (ou Guillaume Hastein) 1348
- Roger de Powderham 1351
- Guille Hastein (2e fois) 1352
- John Cockerell 1356
- Raoul Lemprière 1357
- Raoul Lemprière 1362 - 1364
- Richard de Saint Martin - 1367 - 1368
- Richard le Petit (1re fois) 1368 - 1369
- Jean de Saint Martin (1re fois) 1370
- Richard le Petit (2e fois) 1371
- Jean de Saint Martin (2e fois) 1372 - 1374
- Thomas Brasdefer 1378 - 1380
- Thomas de Bethom 1386
- Thomas Brasdefer 1386 - 1391
- Godefroy ou Giefrey Brasdefer 1395 - 1401

## XVesiècle
- Colin le Petit 1402 - 1403
- Guillaume de Laye 1405/6
- Thomas Danyel 1406 - 1425
- Thomad de la Cour 1435
- Jean Lemprière 1435/56
- Jean Bernard 1436 - 1442
- John Payn (1re fois) 1444
- John Payn (2e fois) 1446
- Regnauld de Carteret 1446 - 1451
- Jean Poingdestre (1re fois) 1452/53
- Nicolas Morin (Mourin)(1re fois) 1459 - 1462
- Nicolas Morin (2e fois) 1464/67
- Jean Poingdestre (2e fois) 1467
- Jean Poingdestre (3e fois) 1476
- Nicolas Morin (3e fois) 1477?
- Guillaume Hareby (1re fois) 1479 - 1481
- Guillaume Hareby (2e fois) 1484/85
- Clément Le Hardy 1486 - 1493
- Jean Nicolle 1494
- Thomas Lemprière (1re fois) 1495 - 1513

## XVIesiècle
- Hélier de Carteret (1re fois) 1514/1515
- Thomas Lemprière (2e fois) 1515
- Hélier de Carteret (2e fois) 1515 - 1523
- Les personnes suivantes ont exercé leur mandat dans la période 1523 - 1561 :
  - Hélier de Carteret
  - Hélier de la Rocque
  - Jean Lemprière
  - Richard Mabon
  - Jasper Payn
- Hostes Nicolle 1561-1564
- Jean Dumaresq 1566-1583
- George Paulet 1583-1586
- Jean Dumaresq 1586-1587
- George Paulet 1587-1591
- Jean Dumaresq 1591-1594
- George Paulet 1594-1614

## XVIIesiècle
- Jean Hérault 1614-1621
- William Parkhurst 1622-1624
- Jean Hérault 1624-1626
- Philippe de Carteret 1627-1643
- Michel Lemprière 1643
- George de Carteret 1643-1651
- Michel Lemprière 1651-1660
- George de Carteret 1660-1661
- Philippe de Carteret 1661-1662
- Philippe de Carteret 1662-1665
- Édouard de Carteret 1665-1682 (retenu à Londres auprès de la Cour royale et représenté en son absence, par les lieutenants-baillis Jean Pipon, Jean Poingdestre et Philippe Le Geyt)
- Philippe de Carteret 1682-1693
- Édouard de Carteret 1694-1703

## XVIIIesiècle
- Charles de Carteret 1703-1715
- John, Lord Carteret 1715-1763
- Robert Carteret, 3rd Earl Granville 1763-1776
- Henry Frederick, Lord Carteret 1776-1826

## XIXesiècle
- Thomas Le Breton 1826-1831
- Jean de Veulle 1831-1848
- Thomas Le Breton junior 1848-1857
- Jean Hammond 1858-1880
- Robert Pipon Marett 1880-1884
- George Clément Bertram 1884-1898
- Charles Malet de Carteret 1898-1899

## XXesiècle
- William Venables Vernon 1899-1931

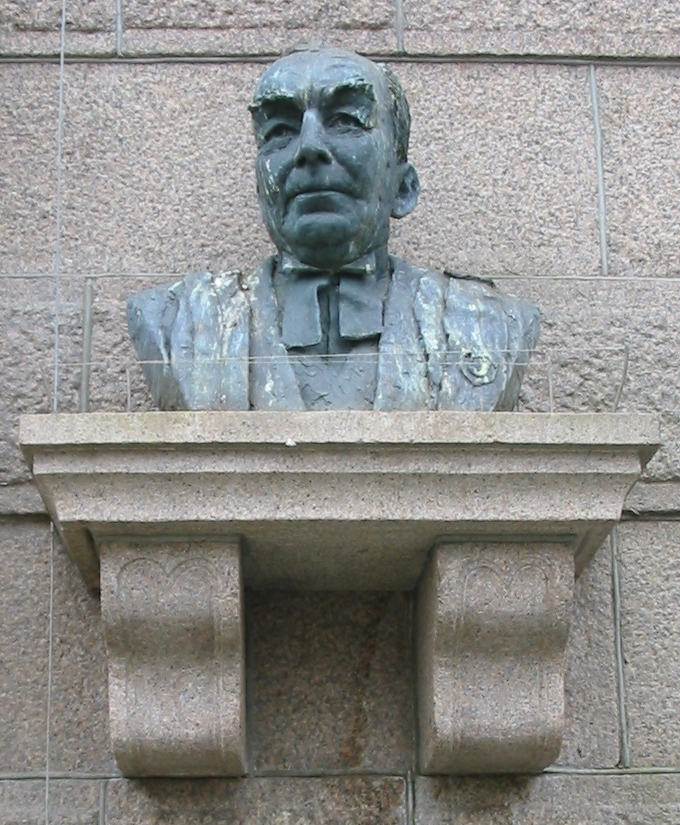
Alexandre Coutanche, (Bailli 1935-1962)

- Charles Malet de Carteret 1931-1935
- Alexandre Coutanche 1935-1962
- Cecil Stanley Harrison 1962
- Robert Le Masurier 1962-1975
- Frank Ereaut 1975-1985
- Peter Crill 1986-1995
- Philip Bailhache 1995-2009

## XXIesiècle
- Michael Birt 2009-2014
- William Bailhache 2015-2019
- Timothy Le Cocq depuis 2019